# Galerie Kornfeld Auktionen

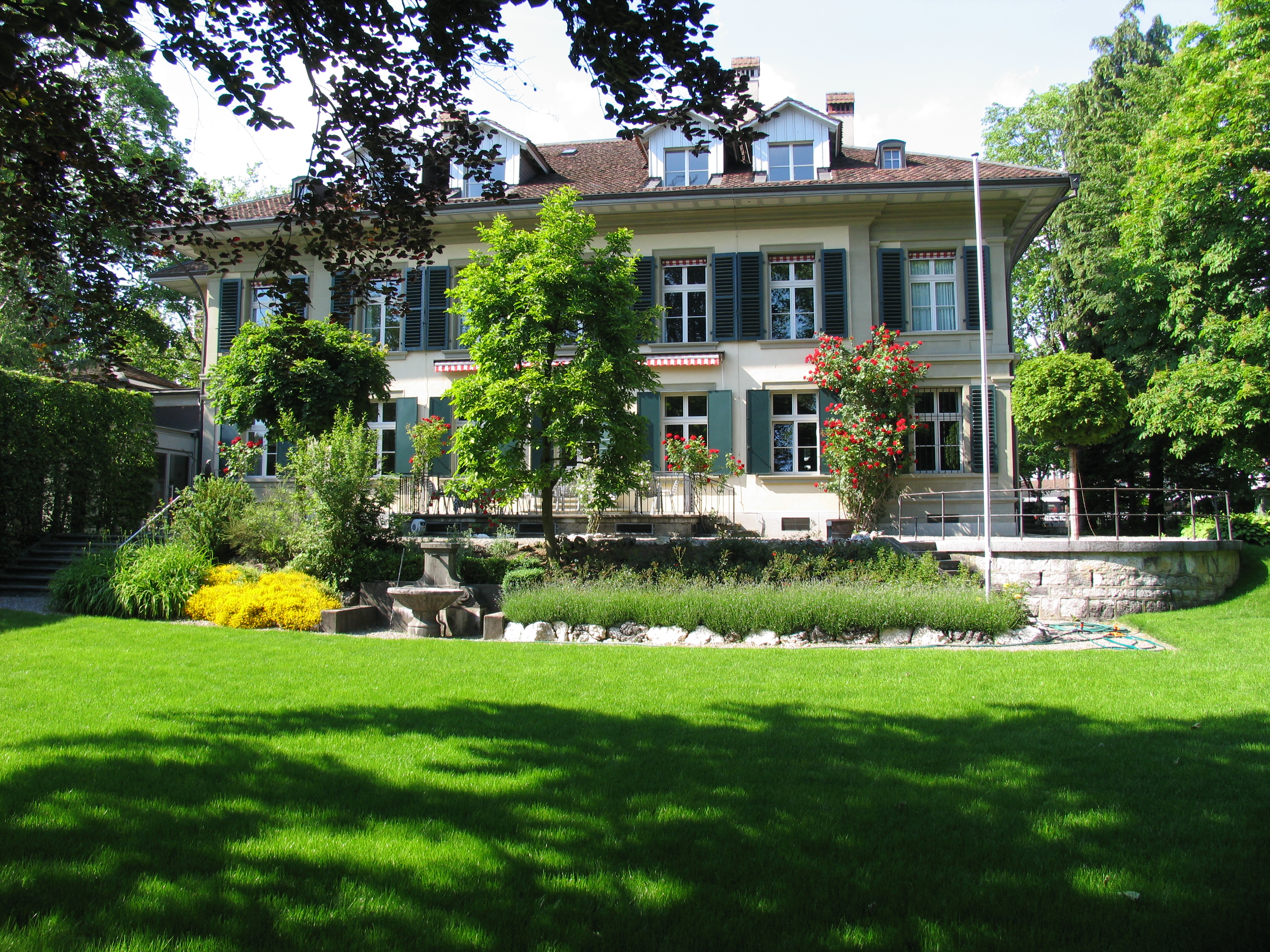
Galerie Kornfeld, Gartenansicht

Die Galerie Kornfeld ist ein Auktionshaus sowie Kunsthandlung und Galerie in Bern im Bereich der klassischen Moderne, des 19. Jahrhunderts, der Gegenwartskunst (Gemälde, Zeichnungen, Graphik und Skulpturen) sowie Graphik und Handzeichnungen Alter Meister.

## Geschichte
Heinrich Georg Gutekunst eröffnete am 1. Oktober 1864 in Stuttgart eine Galerie für Graphik und Zeichnungen. In ununterbrochener Reihenfolge entstanden daraus die Firmen Richard Gutekunst in London (1895–1914), Gutekunst und Klipstein in Bern (1919–1951), Kornfeld und Klipstein und Galerie Kornfeld in Bern (ab 1951).
Eine erste Auktionsreihe fand in Stuttgart in den Jahren von 1868 bis 1914 bei H. G. Gutekunst statt. Als H. G. Gutekunst sich 1910 zur Ruhe setzte, übernahm Wilhelm A. Gaiser die Firma bis 1914. Sieben Monate vor Kriegsausbruch verstarb H. G. Gutekunst. Sein Sohn Richard Gutekunst (1870–1961) setzte die Tätigkeit nach dem Krieg fort. 1919 bildete die Handbibliothek und das Vermächtnis der Firma H. G. Gutekunst die Grundlage zur Gründung der Firma Gutekunst und Klipstein in Bern. Die Tätigkeit beschränkte sich in den ersten 15 Jahren auf das Halten eines wichtigen Lagers. Dann begann August Klipstein, nach dem Rückzug von Richard Gutekunst aus dem aktiven Geschäftsleben, 1934 mit einer neuen Auktionsreihe. Bis zu seinem Tode 1951 kamen 60 Auktionen zustande. Eberhard W. Kornfeld übernahm nach dem Tod von August Klipstein 1951 die Firma.
Eine Reihe von Werkverzeichnissen werden bei Kornfeld wissenschaftlich erarbeitet und zum Teil im eigenen Verlag publiziert.
Das Stammhaus der Galerie ist die wohl von Rudolf Stettler erbaute, historische Villa Thurmau an der Laupenstrasse 41 in Bern. Die Zürcher Dépendance befand sich bis 2023 an der Titlisstrasse 48. Im Rahmen der in Bern und Zürich stattfindenden Vorbesichtigungen stehen den Einlieferern Präsentationsmöglichkeiten für ihre Kunstwerke zur Verfügung. Der 1972 mit Fritz Hallers Bausystem "Mini" von USM erbaute Auktionssaal in Bern bietet über 300 Auktionsbesuchern Platz. Er wurde 2023/2024 komplett saniert.

## Tätigkeitsgebiete
Auktionen

Logo der Galerie Kornfeld

Die Haupttätigkeit ist fokussiert auf die einmal im Jahr jeweils im Monat Juni stattfindende, mehrtägige Auktionsreihe, bei der die über das Jahr hin ausgewählten Kunstwerke zur Versteigerung kommen. Im Juni findet parallel dazu die Art Basel statt, die bedeutendste, international ausgerichtete Kunstmesse der Welt.
Spezialgebiete der Galerie Kornfeld sind die Kunst des 19. und 20. Jahrhunderts und zeitgenössische Kunst sowie Graphik und Handzeichnungen alter Meister.

Kunsthandel und Ausstellungen
Während des ganzen Jahres werden Ankäufe für das Lager sowie Verkäufe aus dem Lager getätigt und Kunstwerke privat vermittelt. Regelmässig werden Ausstellungen von Kunst des 15. bis 21. Jahrhunderts durchgeführt.
Verlag
Parallel zu den Auktionen und dem Kunsthandel werden Publikationen über Kunst, meist Werkverzeichnisse von Graphik, erarbeitet. In der Galerie Kornfeld sind unter anderem die Werkverzeichnisse der Druckgraphik von Paul Klee, Max Beckmann, Marc Chagall, Paul Gauguin, Alberto Giacometti, Giovanni Giacometti, Ernst Ludwig Kirchner, Käthe Kollwitz, Albert Müller, Pablo Picasso, Paul Signac und Otto Tschumi erschienen.

## Partner
- Eberhard W. Kornfeld († 2023)
- Christine E. Stauffer
- Bernhard U. Bischoff[6]
- Christoph Kunz